# Super-Capo
Super-Capo è il nome di numerosi personaggi immaginari, inclusi tre super eroi e un super criminale, presenti nell'Universo DC. Creato da Gardner Fox e Carmine Infantino, il primo Super-Capo debuttò in All-Star Western n. 117 (marzo 1961). Il secondo Super-Capo, un criminale, debuttò in Adventures of Superman Annual n. 9 (1997) in una storia di Mike W. Barr (scrittore) e Dale Eaglesham (illustratore). Il terzo Super-Capo debuttò in 52 Settimana 22 (ottobre 2006), che fu scritto da un consorzio di autori, Geoff Johns, Greg Rucka, Grant Morrison e Mark Waid, e dall'illustratore Eddy Barrows. Il quarto Super-Capo debuttò in Superman n. 709 (maggio 2011), e fu creato dallo scrittore Chris Roberson e dall'illustratore Eddy Barrows.

## Cervo Volante
Cervo Volante fu un membro del Clan dei Lupi nel XV secolo. Fu di gran lunga il loro miglior guerriero e sapeva che sarebbe stato abile nel vincere la gara per diventare Royaneh, o Capo Supremo, degli Irochesi. Fuori di sé dalla gelosia, il rivale di Cervo Volante lo intrappolò in un pozzo dove pregò il Grande Spirito Manitou perché lo aiutasse (il termine "Manitou" è algonchino). Un meteorite cadde dal cielo e quando Cervo Volante lo indossò gli furono conferiti incredibili poteri. Onorò Manitou e si fece chiamare Saganowhana, o Super-Capo. Divenne un eroe e si sposò con Cerbiatta Bianca. I poteri derivanti dal mistico meteorite fu la causa della sua longevità, e gli permise di sopravvivere a tutti quelli che conosceva.

### Crisi sulle Terre Infinite
Super-Capo sperimentò un paio di salti temporali nel XX secolo durante gli eventi noti come la Crisi sulle Terre infinite. Si alleò con numerosi eroi del west insieme al super eroe Firebrand e la sua ex amante Cyclotron ad un certo punto durante la Crisi.
Super-Capo fu una delle Lanterne Nere rianimate in Weird Western Tales n. 71.

## Il malvagio Super-Capo di Dry Gulch
In Adventures of Superman Annual n. 9 (1997), si scoprì che un giovane nativo americano era in possesso di un amuleto fatto di meteorite che accettò di utilizzare i poteri di Super-Capo per ripulire la città di Dry Gulch al fine di fare spazio per un casinò. Fu infine sconfitto da Superman.

## Jon Orso in Piedi
Un nuovo Super-Capo fu introdotto in 52 Settimana 22. Un giovane veterano nativo americano ed ex detenuto di nome Jon Orso in Piedi viaggiò verso Metropolis. Salvò una ragazza di nome Sierra da un abuso sessuale lanciando un depravato attraverso il finestrino del loro bus. Non ci furono condanne perché l'uomo stava già scontando una pena per stupro.
Jon fu presente al funerale del suo padre estraniato. Prima della sua morte per cedimento del fegato, il padre di Jon si occupò del nonno di Jon. Entrambi erano arrabbiati con lui, affermando di aver trascurato la sua eredità e i suoi doveri. Dicendo a Jon le sue ultime parole, il nonno di Jon lo incaricò dell'onere di diventare Super-Capo. Su richiesta dell'anziano, Jon soffocò il proprio nonno, rilasciandolo dalla vita, e prese il frammento di meteorite.
Super-Capo unì le sue forze a quelle di Firestorm per fondare una nuova Justice League of America. Nella sua prima missione, la "JLA" tentò di rimettere a posto una rottura temporale creata dall'ora criminale robot maggiordomo di Booster Gold, Skeets. Skeets uccise Super-Capo e Jon finì in una località oltretombale. Un anziano di nome Cervo Volante, il Super-Capo originale, indicò che Jon non si trovava più tra i viventi e rientrò in possesso dell'amuleto. Cervo Volante ammonì l'ignoranza di Jon sul prezzo da pagare per la magia. Mentre inveiva sul proprio fallimento, Jon scomparve in un vortice di nuvole.
Il cadavere di Super-Capo ricomparve come Lanterna Nera in La notte più profonda..
Appena la serie 52 terminò, lo scrittore Grant Morrison disse "Se ci fosse stato spazio nell'ultimo numero avrei incluso una coda per la storia di Super-Capo. Avevo dei piani per il ritorno di Jon Orso in Piedi ma non riuscimmo ad adattarli quando il n. 52 fu ridotto da 52 pagine a 40. Sono sicuro che ritornerà da qualche altra parte".

## Saganowahna di Winsconsin
All'inizio di Superman n. 709, si vide un nuovo giovane Super-Capo ringraziare Superman per l'aiuto ricevuto nel catturare un super criminale in fuga nel deserto del Colorado. Superman si riferì a lui con il nome si "Saganowahna", e il giovane affermò di aver ottenuto i suoi poteri da una "pietra di Manitou" che indossa intorno al polso; affermò che alcuni credevano che la pietra aveva origini kryptoniane, anche se Superman fu scettico riguardo all'idea. Evidentemente, i poteri avevano una durata limitata per l'utilizzo quotidiano. Successivamente fu dimostrato che la pietra era un frammento di pietra solare kryptoniana che Superman sparpagliò nel tempo.
Saganowahna indossò un'uniforme consistente di una giacca rossa con un simbolo giallo sul retro, una camicia bianca, calzoni neri e stivali rossi. Per di più, essendo nativo americano, indossava un mohawk. Fu insinuato che Saganowahna fosse un nativo del Wisconsin, in quanto invitò Superman a visitare Green Bay la prossima volta che i Metropolis Meteros si fossero scontrati con i Green Bay Packers.
Questo nuovo Super-Capo accettò poi di diventare membro della nuova squadra di Superman, i Supermen of America.

## Poteri e abilità
- Un frammento di meteorite radioattiva, indossata in una collana, garantisce a Super-Capo super forza, super velocità e volo per un'ora.
- L'utilizzo prolungato del frammento di meteorite sembra garantire a chi lo indossa una durata di vita più estesa.
- L'ultimo Super-Capo potrebbe avere dei poteri leggermente diversi dall'originale, in quanto menzionò che aveva super sensi ma non poteva volare. I poteri del terzo Super-Capo furono specificati come "la forza di mille orsi, la velocità di mille cervi in corsa, i sensi affinati di un branco di lupi, e il potere nelle sue gambe di saltare più in alto dell'albero più alto nella foresta".